# Antecedente del vuelo espacial

## Antecedentes de la carrera espacial

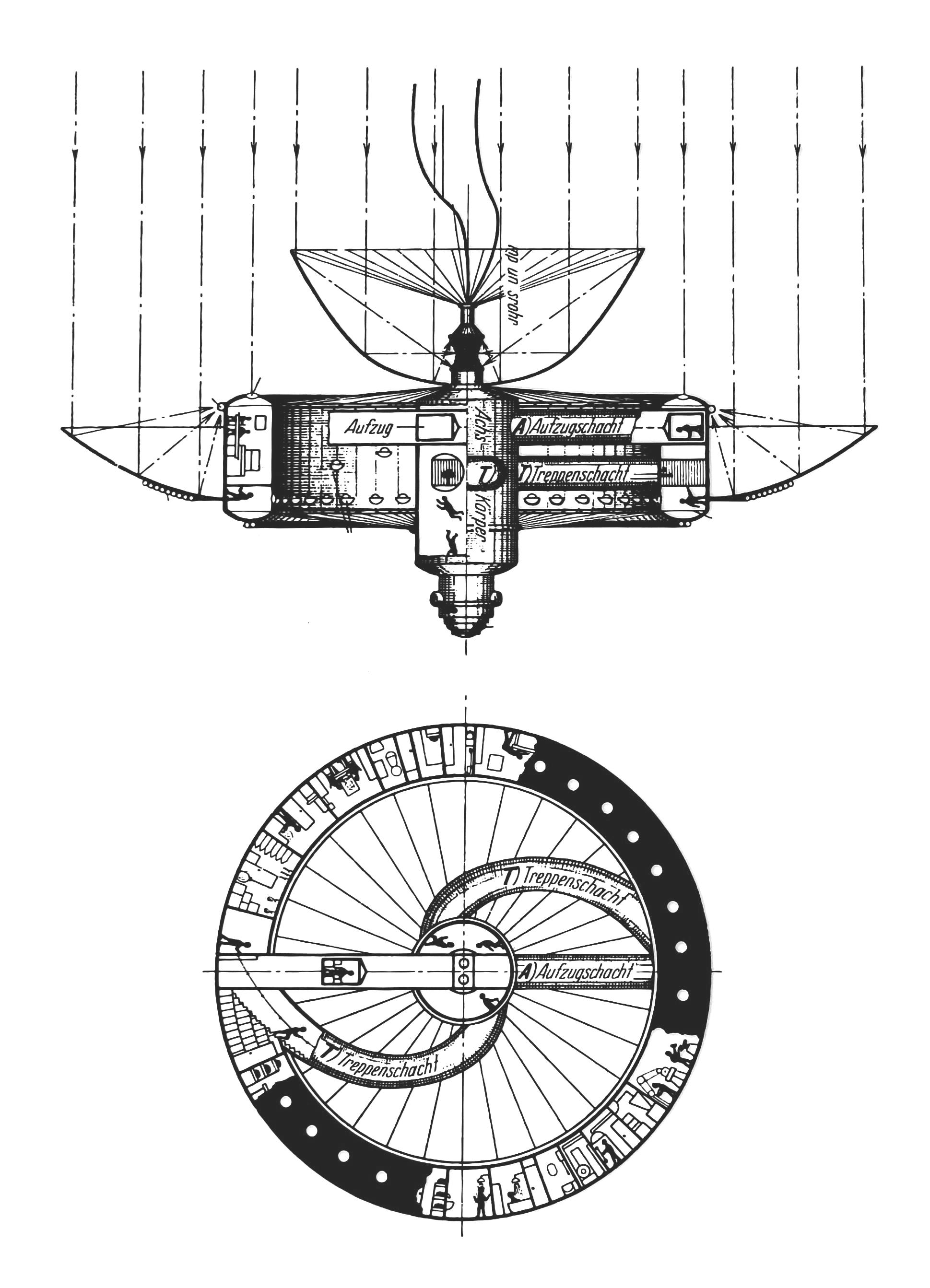
Descripción de una estación espacial en el libro The Problem of Space Travel de Herman Potočnik.

A principios del siglo XX, hubo una explosión de investigación científica dentro de los viajes interplanetarios, inspirados en la ficción de escritores como Julio Verne (De la Tierra a la Luna) y H. G. Wells (La guerra de los mundos).
La primera propuesta realista acerca de vuelos espaciales se remonta a Konstantin Tsiolkovsky. Su obra más famosa, "Исследование мировых пространств реактивными приборами "(Issledovanie mirovikh prostranstv reaktivnimi priborami, o La Exploración del Espacio Cósmico por Medio de Dispositivos de Reacción), fue publicada en 1903, pero debido a que era un trabajo muy teórico, no llegó a ser muy influyente fuera de Rusia.
Los vuelos espaciales se convirtieron en una posibilidad en ingeniería, gracias al artículo "A Method of Reaching Extreme Altitudes" de Robert H. Goddard publicado en 1919, en el cual su aplicación de la Tobera de Laval a los cohetes de combustible líquido dio el poder suficiente para que los viajes interplanetarios llegaran a ser posibles. Este trabajo influyó mucho a Hermann Oberth y Wernher Von Braun, que posteriormente fueron actores clave en los vuelos espaciales.
En 1929, el oficial esloveno Herman Potočnik fue el primero en imaginar una estación espacial completa en su libro The Problem of Space Travel (El Problema de los viajes espaciales).
El primer cohete en llegar al espacio fue un cohete V-2 de origen Alemán, en un vuelo de prueba en junio de 1944.

### Influencias militares iniciales

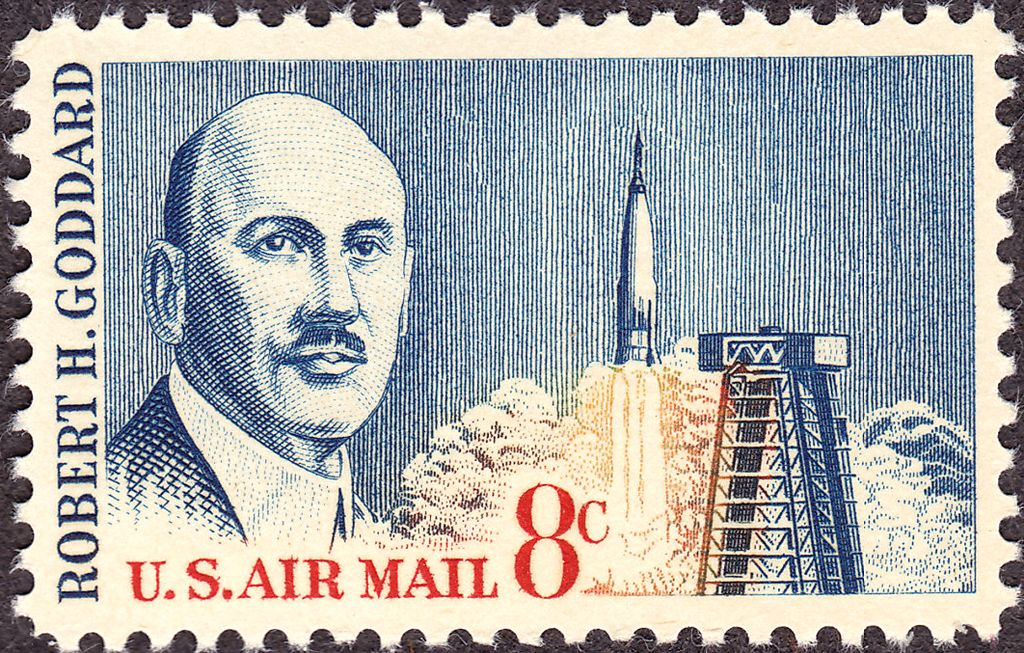
Robert Goddard en una estampilla postal.

Los cohetes han interesado a científicos y aficionados desde hace siglos. Los chinos los utilizaron como armas ya en el siglo XI. El científico ruso Konstantín Tsiolkovski teorizó en la década de 1880 sobre cohetes multi-fase propulsados por combustible líquido que podrían llegar al espacio, pero no fue hasta 1926 que el estadounidense Robert Goddard diseñara un cohete de combustible líquido práctico.
Goddard realizó sus trabajos sobre cohetería en la oscuridad, ya que la comunidad científica, el público e incluso The New York Times se burlaban de él. Hizo falta una guerra para catapultar la cohetería a la notoriedad. Esto resultó ser un precursor del futuro, ya que cualquier "carrera espacial" quedaría inextricablemente vinculada a las ambiciones militares de las naciones implicadas, a pesar de su carácter mayoritariamente científico y de su retórica pacifista.

### Contribuciones alemanas
A mediados de la década de los 20, científicos alemanes empezaron a experimentar con cohetes propulsados por combustibles líquidos que eran capaces de alcanzar altitudes y distancias relativamente altas. En 1932, el Reichswehr, predecesor de la Wehrmacht, adquirió interés en la cohetería como artillería de largo alcance. Wernher von Braun, un científico de cohetes en alza, se unió al esfuerzo y desarrolló armas así para su uso en la Segunda Guerra Mundial por parte de la Alemania nazi. Von Braun adoptó muchas ideas de la investigación original de Robert Goddard, estudiando y mejorando los cohetes de Goddard.
El cohete A4 alemán, lanzado en 1942, se convirtió en el primer proyectil balístico de combate y el primer artefacto humano conocido que hizo un vuelo suborbital. En 1943, Alemania empezó la producción de su sucesor, el cohete V2, con un alcance de 300 km y portando una cabeza de guerra de 1000 kg. La Wehrmacht disparó miles de cohetes V-2 contra las naciones aliadas, causando daños y muertes masivas. Fue el progenitor de todos los cohetes modernos.

### Raíces en la Guerra Fría
Tras la Segunda Guerra Mundial, Estados Unidos y la Unión Soviética se embarcaron en una amarga Guerra Fría de espionaje y propaganda. La exploración espacial y la tecnología de satélites alimentaron la guerra fría en ambos frentes. El equipamiento a bordo de satélites podía espiar a otros países, con cámaras de fotos y señales de radar, mientras que los logros espaciales servían de propaganda política, para demostrar la capacidad científica y el potencial militar de un país.
Los mismos cohetes lanzadores que podían poner en órbita un satélite, a un hombre o alcanzar algún punto de la Luna podían enviar una bomba atómica a una ciudad enemiga cualquiera, en misiles militares que tenían el nombre de ICBM. Gran parte del desarrollo tecnológico requerido para el viaje espacial se aplicaba igualmente a los cohetes de guerra como los misiles balísticos intercontinentales. Junto con otros aspectos de la carrera armamentística, el progreso en el espacio se mostraba como un indicador de la capacidad tecnológica y económica de cada país en competencia, demostrando la superioridad de la tecnología, ideología, política y gobierno del país en competencia. La investigación espacial tenía un doble propósito: podía servir a fines pacíficos, pero también podía contribuir en alcanzar objetivos militares.
Las dos superpotencias trabajaron para ganarse una ventaja en la investigación espacial, sin saber quién daría el gran salto primero y qué adelantos tendrían en el futuro. Habían sentado las bases para una carrera hacia el espacio, y tan solo esperaban el disparo de salida, con el desarrollo de la tecnología al límite en la segunda mitad del siglo pasado, con la construcción de satélites cada vez más grandes y pesados, naves orbitales y cohetes más grandes, pesados y con mayor capacidad de carga.